# Tyrotama soutpansbergensis
Tyrotama soutpansbergensis är en spindelart som beskrevs av Foord och Ansie S. Dippenaar-Schoeman 2005. Tyrotama soutpansbergensis ingår i släktet Tyrotama och familjen Hersiliidae. Inga underarter finns listade i Catalogue of Life.